# Плющ Іван Степанович
Іва́н Степа́нович Плю́щ (11 вересня 1941 , Борзна, Чернігівська область  — 25 червня 2014 , Київ ) — український політичний та державний діяч, двічі голова Верховної Ради України (1991–1994, 2000–2002), перший заступник Голови Верховної Ради України (1990—1991), виконавець обов'язків Голови Верховної Ради УРСР (липень 1990), Секретар Ради національної безпеки і оборони, Герой України (2001), кавалер ордена князя Ярослава Мудрого III, IV, V ступення. Член ЦК КПУ (1986–1991). Депутат Верховної Ради УРСР 11-го скликання. Народний депутат України. Кандидат у президенти України на президентських виборах 1994, набрав 1,24% (321 886 голосів).

## Біографія
Народився 11 вересня 1941 року в селі (нині місто) Борзна Чернігівської області в родині Степана Плюща.
У 1956–1959 роках навчався в Борзнянському сільськогосподарському технікумі. З 1959 року працював бригадиром овочівників радгоспу «Хмільовик» Баришівського району, агрономом колгоспу імені XXI з'їзду КПРС Баришівського району Київської області. З 1960 року працював агрономом, керівником відділком радгоспу «Войківський» Київської області. У 1962 році закінчив однорічну школу керівних кадрів при Українській сільськогосподарській академії.
Член КПРС з 1962 року. В 1967 році закінчив Українську сільськогосподарську академію, отримав спеціальність агронома.
З 1967 року працював головою колгоспу імені Кірова і директором радгоспу імені Леніна села Лукаші Баришівського району. У 1974–1975 роках — заступник директора Баришівського тресту овоче-молочних радгоспів.
У 1975–1977 роках — заступник завідувача сільськогосподарського відділу Київського обласного комітету КПУ. У 1979 році закінчив Академію суспільних наук при ЦК КПРС. У 1979–1981 роках — інструктор, заступник завідувача сільськогосподарського відділу Київського обласного комітету КПУ.
З 1981 до 1982 року працював директором Київського спеціалізованого тресту овочево-молочних радгоспів.
З 1982 до 1984 року працював завідувачем відділу сільського господарства і харчової промисловості Київського обласного комітету КПУ.
З 12 вересня 1984 року — 1-й заступник голови виконавчого комітету Київської обласної ради народних депутатів та голова ради Київського обласного агропромислового об'єднання. З 25 грудня 1984 року — голова виконавчого комітету Київської обласної ради народних депутатів. У 1990 році очолив Київську обласну раду.
У 2001 році захистив дисертацію на здобуття наукового ступеня кандидата економічних наук (тема дисертації: «Реформування економічних відносин в агропромисловому виробництві України»).

Могила Івана Плюща

Помер 25 червня 2014 року у віці 72 років у Києві. Причиною смерті став рак. Був похований 27 червня на Байковому кладовищі (центральна алея, ділянка № 6).

## Політична діяльність
На парламентських виборах у березні 1990 року Іван Плющ балотувався як кандидат від Комуністичної партії України в Макарівському (№ 221) виборчому окрузі Київської області. У першому турі він отримав перемогу, не набравши, однак, понад 50 % голосів. Народним депутатом України обраний за результатами другого туру (49,25 % голосів). У Верховній раді першого скликання І. Плюща обрано першим заступником Голови Верховної Ради України, а після обрання Леоніда Кравчука Президентом України (5 грудня 1991) — Головою Верховної Ради.
У 1991 році І. Плющ вийшов із лав Комуністичної партії України.
На парламентських виборах 1994 року Іван Плющ в першому турі отримав 71,44 % голосів і був обраний народним депутатом України від Борзнянського (№ 445) виборчого округу Чернігівської області.
Брав участь у президентських виборах 1994 року. За результатами першого туру виборів отримав підтримку лише 1,24 % виборців (321 886 голосів), посівши передостаннє місце серед претендентів.
У 1996 році І. Плющ вступив до Народно-демократичної партії (НДП). За списками цієї політичної сили на виборах 1998 року був обраний до Верховної Ради України 3 скликання.
З 1999 року — співголова Всеукраїнського об'єднання демократичних сил «Злагода».
У січні 2000 року Івана Плюща вдруге було обрано Головою Верховної Ради України.
У парламентських виборах 2002 року Іван Плющ знову брав участь як кандидат від Народно-демократичної партії в одномандатному окрузі № 209 (Чернігівська область).
Після четвертого обрання до Верховної Ради, Іван Плющ спочатку ввійшов в депутатську групу «Демократичні ініціативи», в якій пробув до свого вступу 30 вересня 2003 року до фракції блоку «Наша Україна». 16 березня 2005 року він покинув це депутатське об'єднання і вступив у фракцію Української народної партії. Наприкінці 2005 року Іван Плющ вийшов із НДП і став співініціатором «Українського народного блоку Костенко і Плюща».
У парламентських виборах 26 березня 2006 року Іван Плющ брав участь як безпартійний кандидат під номером 2 виборчого списку «Українського Народного Блоку Костенко і Плюща». Однак блок не подолав тривідсотковий бар'єр (1,87 % — 8 місце із 45 суб'єктів виборчого процесу) і Іван Плющ до парламенту не пройшов.
27 липня і 3 серпня 2006 року Іван Плющ брав участь у роботі круглого столу з приводу Універсалу Національної Єдності.
У травні 2007 року Указом Президента України В. Ющенка І. С. Плюща було призначено Секретарем Ради національної безпеки і оборони України.
У результаті позачергових парламентських виборів 2007 року І. Плюща знову обрано народним депутатом України. Участь у цих виборах І. Плющ брав у складі блоку «Наша Україна — Народна самооборона» під № 23.
У виборах народних депутатів 2012 року як кандидат у депутати І. Плющ участі не брав.

## Секретар РНБО України
12 травня 2007 року указом Президента Віктора Ющенка Плюща призначено секретарем Ради національної безпеки і оборони України замість Віталія Гайдука. Про призначення Плющ дізнався від першого віцепрем'єра Миколи Азарова, який приніс йому видрук із сайту президента про його призначення. Про причини призначення він відзначив: «Президент не повинен пояснювати причини, і я не ставив таких питань».
Плющ був переконаний, що «Нашій Україні», Партії регіонів і БЮТ після проведення дострокових парламентських виборів треба об'єднатися в «широку» коаліцію.
Після завершення (30 вересня) дострокових парламентських виборів до Верховної Ради України Іван Плющ закликав Юлію Тимошенко та Віктора Януковича домовитися про співпрацю та припинити розпалювати конфлікти. 26 листопада 2007 року Президент Віктор Ющенко звільнив Івана Плюща з посади секретаря РНБОУ.

## Відзнаки і нагороди
- Звання Герой України з врученням ордена Держави (21 серпня 2001) — за визначні особисті заслуги перед Україною в розбудові державності, плідну політичну та громадську діяльністьУказ Президента України № 700/2001 від 21 серпня 2001 року[6]
- Орден князя Ярослава Мудрого III ст. (11 вересня 2011) — за визначний особистий внесок у державне будівництво, багаторічну плідну законотворчу та громадсько-політичну діяльність[7]
- Орден князя Ярослава Мудрого IV ст. (18 січня 2007) — за заслуги у державному будівництві, вагомий внесок у розвиток і зміцнення демократичної, соціальної і правової України та з нагоди Дня Соборності України[8]
- Орден князя Ярослава Мудрого V ст. (21 серпня 1996) — за значний особистий внесок у становлення і розбудову суверенної демократичної Української держави та з нагоди п'ятої річниці незалежності України[9]
- Хрест Івана Мазепи (23 лютого 2010) — за вагомий особистий внесок у відродження історичної спадщини українського народу, багаторічну плідну професійну діяльність[10]
- Орден Трудового Червоного Прапора, орден «Знак Пошани» (СРСР)
- Почесний член Чернігівського земляцтва у Києві[11].

## Афоризми Івана Плюща
На посаді речника Верховної Ради запам'ятався низкою висловів, що стали афористичними. Серед найпопулярніших:
- «Депутат! Депутат! Не помню хвамілії — той, шо у піджаку! Відійдіть від мікрохвона і займіть своє місто»
- «Депутат Заєць! Не стрибайте по залу! Ви ж не в лісі»
- «Які Зайці, така й екологія»[12].
- «Включіть мікрохвона у задньому проході»
- Коментар щодо проблеми із внесенням до порядку денного одного із законопроєктів: «Вони хочуть впихнути невпихуєме»[13][14].
- «Я за життя стільки сала з'їв, що соромно свиням в очі дивитися»[15].
- «Не ті москалі, що в Росії живуть, а ті, що Москві служать».
- «Лариса Павлівна, прошу вас, кінчайте швидше, бо я вже не можу»[12][16].
- «З дитинства і по сьогодні від трудових ста грамів не відмовляюсь»[16][17].
- «Перші двадцять років життя мене мучила одна думка: як наїстися»[16][17].
- «Депутат Хмара, не висіть над головою![16]»
- «Зачекайте! Так це ж силу-силенну кандидатів зможуть висунути. А що робити з вже висунутими членами?[12][16]»

## Родина
Син Вадим трагічно загинув у 1991 році (вбивство) у 30-річному віці. Через декілька років після загибелі сина Іван Степанович розлучився з першою дружиною. Друга дружина — Світлана Валеріївна Тарасова (1969). У шлюбі народилася донька Домініка (1996).

## Вшанування пам'яті
У містах Борзна Чернігівської області та Мукачево Закарпатської області існують вулиці Івана Плюща.